# Oxydia masthala
Oxydia masthala là một loài bướm đêm trong họ Geometridae.